# Jan Baptist Xavery

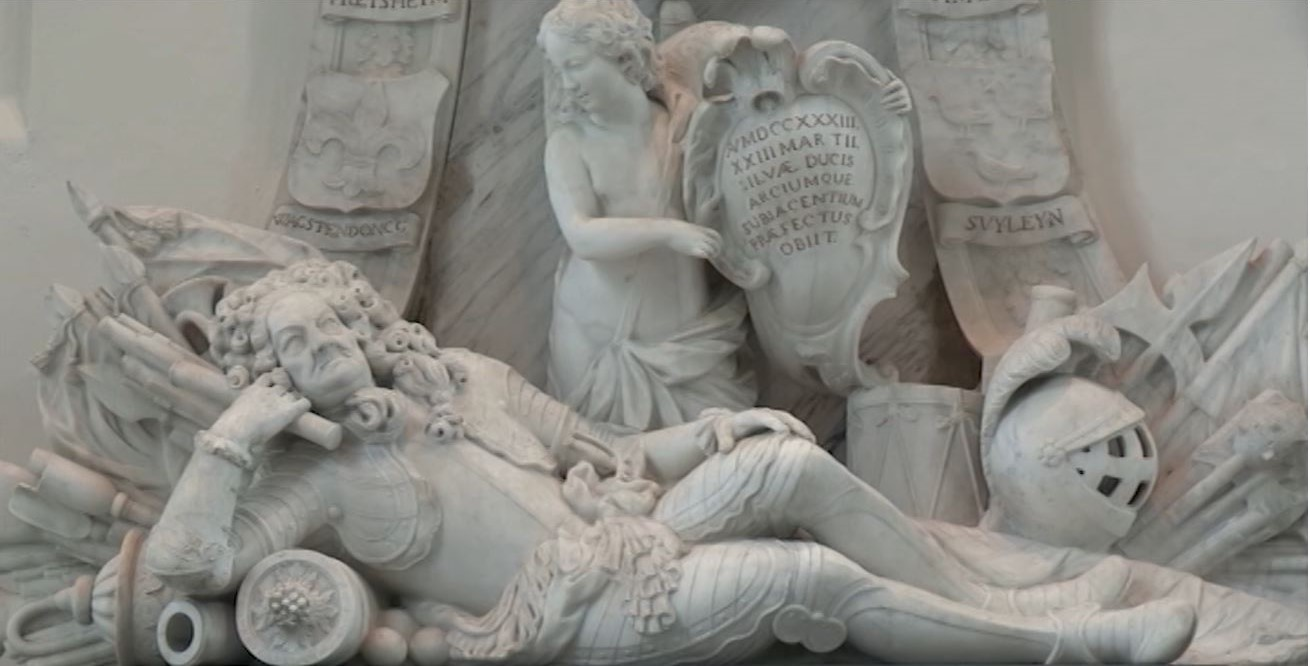
Grabmal von Johan Theodoor Baron von Friesheim

Jan Baptist Xavery (* 30. März 1697 in Antwerpen; † 19. Juli 1742 in Den Haag) war ein flämischer Bildhauer, der hauptsächlich in der Republik der Sieben Vereinigten Provinzen tätig war. Er fertigte Porträtbüsten, großformatige Statuen für Wohnhäuser und Gärten, Kirchenmöbel, Wanddekorationen, Grabmäler sowie kleinformatige Statuetten aus Buchsbaum, Lindenholz, Elfenbein und Terrakotta. Letztere wurden für elitäre Sammler angefertigt, die solche Objekte gerne in der Privatsphäre ihrer Häuser bewunderten. Er arbeitete an verschiedenen Projekten für Wilhelm IV. von Oranien-Nassau, den Prinzen von Oranien, der später Statthalter wurde. Er gilt als der führende Bildhauer, der in der ersten Hälfte des 18. Jahrhunderts in den Niederlanden tätig war.

## Leben
Xavery war der Sohn des Bildhauers Albertus Xavery, bei dem er in Antwerpen auch sein Handwerk erlernte. Er studierte auch bei Michiel van der Voort dem Älteren.

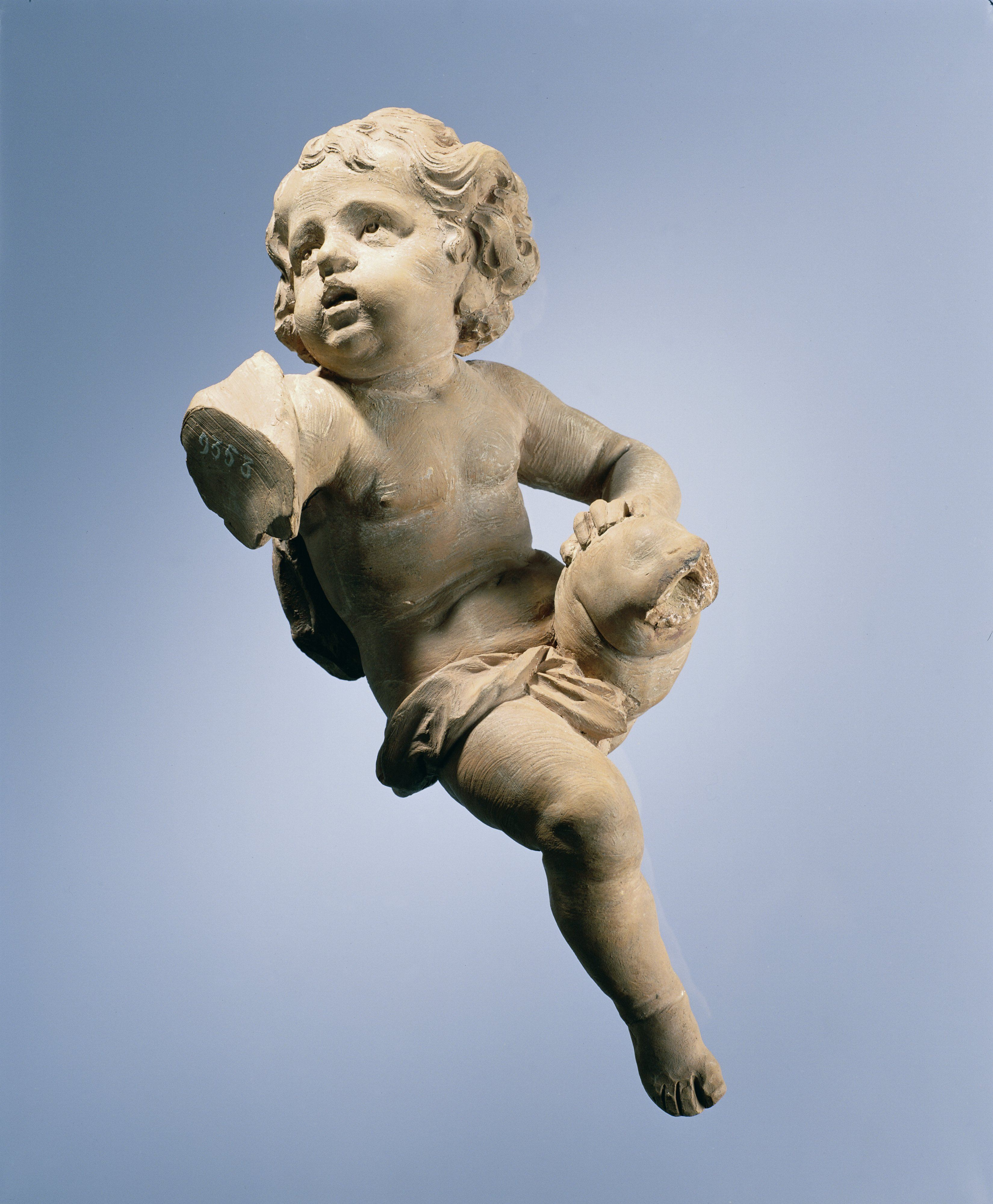
Putto

Seine Reisen führten ihn durch Italien und nach Wien, wo er sein Handwerk vervollkommnete. Später, nach seiner Rückkehr in die Niederlande, wurde er Bildhauer am Hofe von Prinz William IV. von Oranien.
Xavery gestaltete überwiegend Stauen in Terrakotta, Elfenbein und Holz.

## Werke
- Grabmal Graf Johan Paulinus Lillienstedt in der Stralsunder St.-Marien-Kirche, welches als bedeutendstes Marmorbildwerk des Barock in Pommern gilt (1732)
- Prinz William IV. (1733)
- Marmorgrab des Oswald III. van den Bergh in der St.-Petrus-Basilika in Boxmeer  (1741)[2]
- Apollo & Sibylla (1742)